# Hymedesmia pansa
Hymedesmia pansa är en svampdjursart som beskrevs av James Scott Bowerbank 1882. Hymedesmia pansa ingår i släktet Hymedesmia och familjen Hymedesmiidae. Inga underarter finns listade i Catalogue of Life.